# Кастелнуово Дон Боско
Кастелнуо̀во Дон Бо̀ско (на италиански: Castelnuovo Don Bosco; на пиемонтски: Castelneuv d'Ast, Кастелнеув д'Аст) е малко градче и община в Северна Италия, провинция Асти, регион Пиемонт. Разположено е на 245 m надморска височина. Населението на общината е 3238 души (към 2010 г.).